# Academia Portuguesa da História
Die Academia Portuguesa da História (portugiesisch; „Portugiesische Akademie für Geschichte“) ist die offizielle akademische Einrichtung Portugals, die sich dem Studium der Geschichte, insbesondere der portugiesischen Geschichte, widmet.

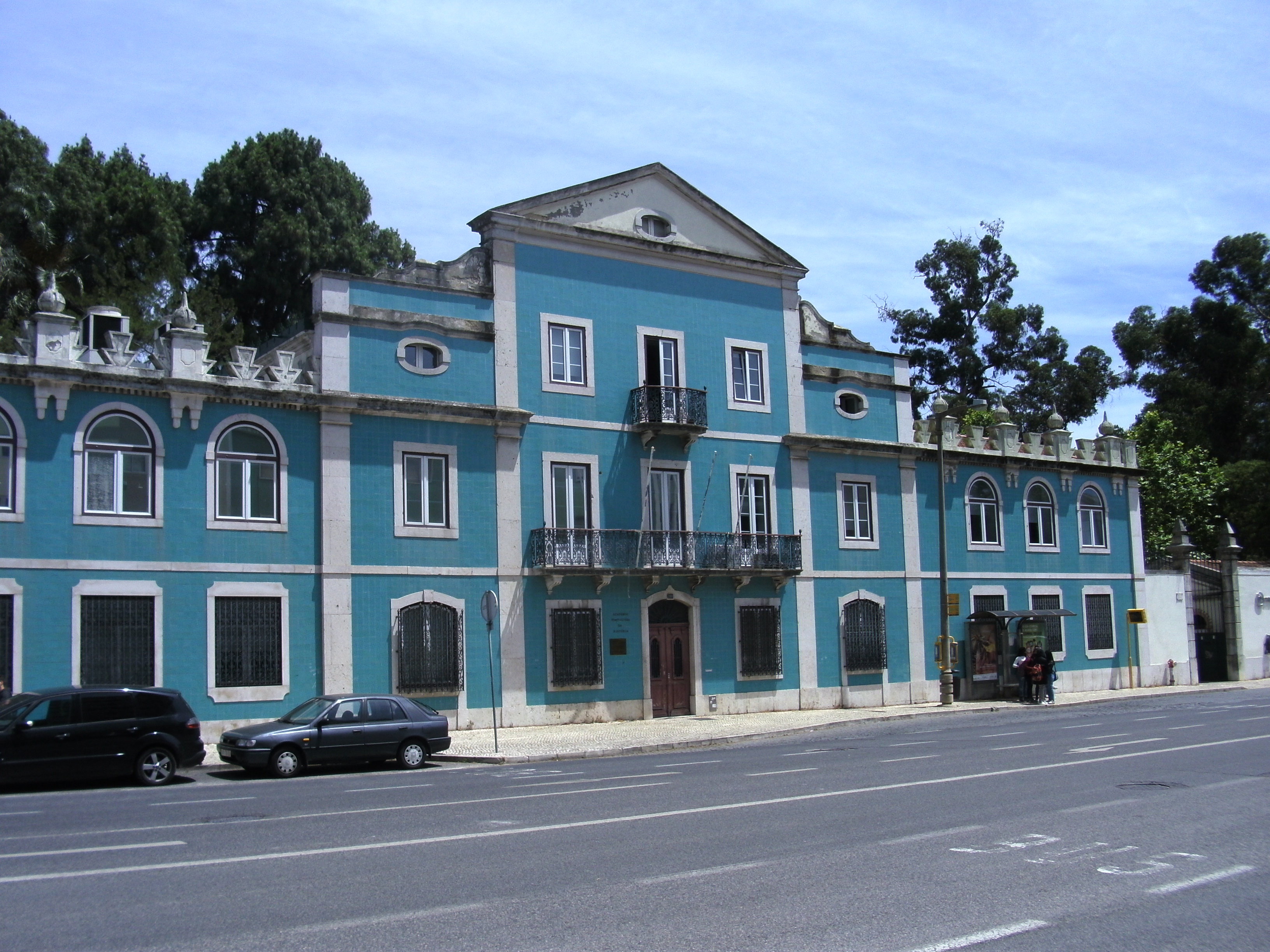
Das Gebäude der Portugiesischen Akademie für Geschichte in Lissabon

## Geschichte
Die Akademie befindet sich im Palácio dos Lilases, Alameda das Linhas de Torres, in Lissabon. Sie wurde am 19. Mai 1936 auf Beschluss der portugiesischen Regierung mit dem Ziel einer radikalen ideologischen und patriotischen Reform im Neuen Staat (Estado Novo) gegründet. Sie nahm ihre Tätigkeit am 9. Januar 1938 mit der ersten Sitzung der Akademie auf.

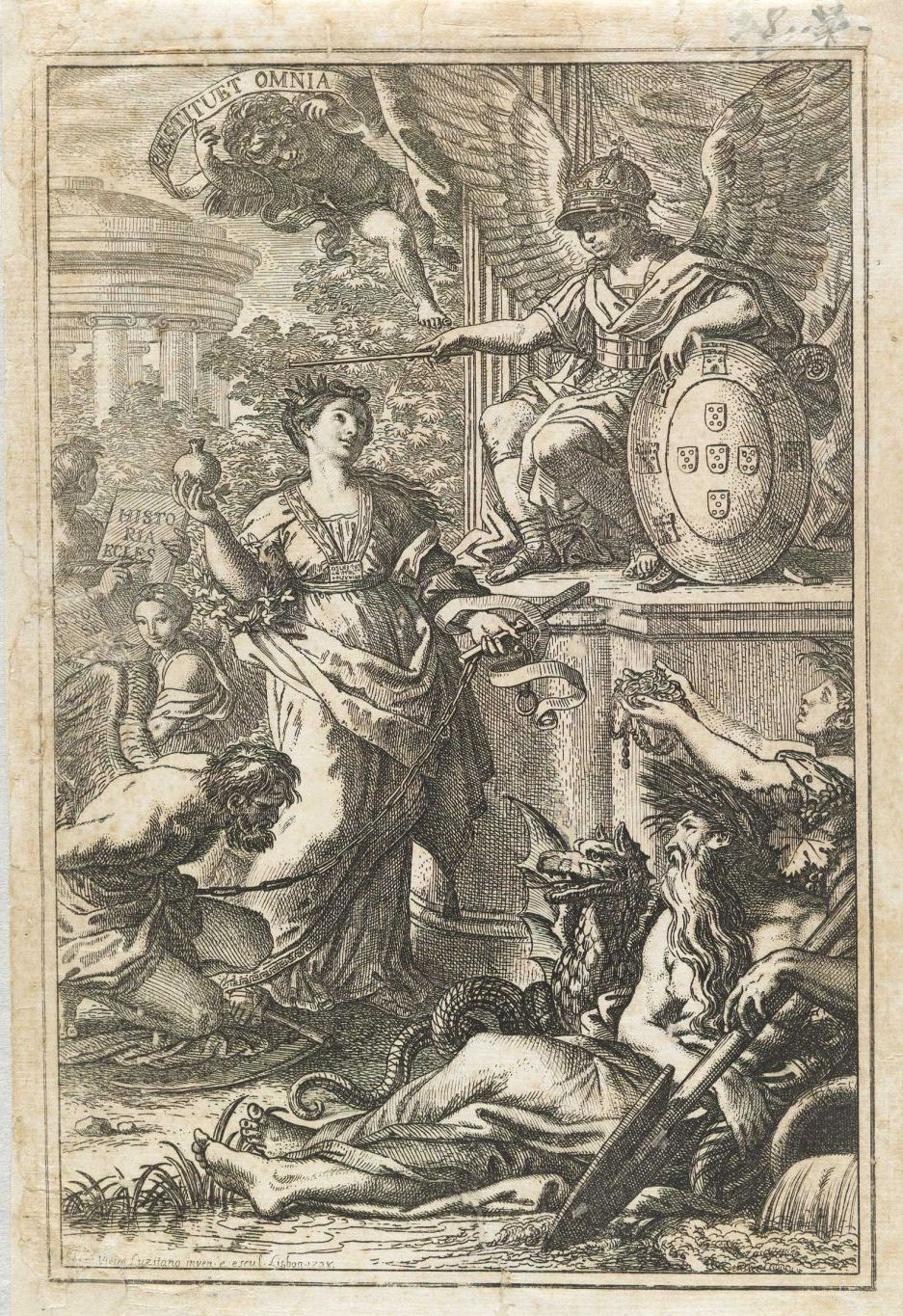
Kupferstich von Vieira Lusitano in Anspielung auf die Gründung der Königlichen Akademie für Portugiesische Geschichte (Academia Real de História Portuguesa)

Sie wurde die eigentliche Nachfolgerin der von König Johann V. gegründeten Academia Real da História Portuguesa (Königliche Akademie für Geschichte Portugals) (1720–1776). Sie bestand auch nach dem Sturz des Estado Novo im Jahr 1974 weiter, dem portugiesischen Ministerium für Kultur unterstellt. Sie stützt sich auf ihre eigene Satzung, nach der sie wissenschaftliche Forschungen auf dem Gebiet der Geschichte durchführt und diese in portugiesischer Sprache und in anderen Sprachen veröffentlicht; die Verbreitung des Wissens über die Geschichte Portugals und den Beitrag der Portugiesen zur Weltzivilisation fördert; eine systematische Veröffentlichung von Quellen zur Geschichte Portugals vornimmt; das historische nationale Erbe bewahrt und schützt.
Sie besteht aus 40 ständigen Akademikern (30 Portugiesen und 10 Brasilianer); es handelt sich um Historiker, die sich auf dem Gebiet der historischen Forschung hervorgetan haben oder sich besondere Verdienste um die Akademie erworben haben. Die Zahl aller Mitglieder der Akademie, einschließlich der korrespondierenden Mitglieder, übersteigt nicht die Zahl von 190 Personen (davon 80 Portugiesen, 20 Brasilianer, 10 Bürger portugiesischsprachiger Länder; der Rest sind Bürger anderer Staaten). Sie wird vom Präsidenten der Akademie geleitet, der aus den Reihen der Mitglieder gewählt wird. Sie gibt jährlich eine Zeitschrift heraus: Boletim da Academia Portuguesa da História  (Bulletin der Portugiesischen Akademie für Geschichte) und die Anais da Academia Portuguesa da História (Annalen der Portugiesischen Akademie für Geschichte). Am 20. Juni 1941 wurde sie mit dem Großkreuz des Ordens des heiligen Jakob vom Schwert ausgezeichnet, und am 25. Januar 1988 wurde sie zum Ehrenmitglied des Ordens des Infanten Dom Henrique ernannt.
Das Buch O Manuscrito Valentim Fernandes beispielsweise wurde 1940 wurde im Rahmen des Zyklus der Gedenkpublikationen zum zweihundertjährigen Jubiläum der Gründung und Restauration Portugals von der Academia Portuguesa da História veröffentlicht. Es enthält die vollständige Transkription des berühmten Codex der Münchner Bibliothek  und präsentiert eine Sammlung von Schriften über die portugiesische Seefahrtsgeschichte, darunter Texte von Zurara, Diogo Gomes und Martin Behaim, um nur einige zu nennen.

## Präsidenten
- António Garcia Ribeiro de Vasconcelos (1936–1941)
- vakant (1941–1945)
- José Caeiro da Mata (1945–1963)
- Possidónio Mateus Laranjo Coelho (1964–1966)
- Manuel Lopes de Almeida (1966–1972)
- António da Silva Rego (1972–1975)
- Joaquim Veríssimo Serrão (1975–2006)
- Manuela Mendonça (2006–)